# Ranko Popović
Ranko Popović (Servisch: Ранко Поповић) (Pejë, 26 juni 1967) is een Servisch voormalig voetballer die als verdediger speelde.

## Carrière
Popović begon zijn carrière in 1988 bij FK Partizan en speelde tussen 1992 en 2002 voor FK Spartak Subotica, Ethnikos Piraeus en SK Sturm Graz. Met Sturm Graz werd hij in 1998 en 1999 kampioen van de Bundesliga.